# Ila (Georgia)
Ila es un pueblo ubicado en el condado de Madison en el estado estadounidense de Georgia. En el censo de 2000, su población era de 328.

## Demografía
En el 2000 la renta per cápita promedia del hogar era de $41,250, y el ingreso promedio para una familia era de $44,583. El ingreso per cápita para la localidad era de $16,890. Los hombres tenían un ingreso per cápita de $31,875 contra $24,167 para las mujeres.

## Geografía
Ila se encuentra ubicado en las coordenadas 34°10′25″N 83°17′34″O / 34.17361, -83.29278 (34.173692, -83.292706).
Según la Oficina del Censo, la localidad tiene un área total de 2,1 km² (0,8 mi²), de la cual 2,1 km² (0,8 mi²) es tierra y 0 km² (0 mi²) (0.00%) es agua.